# Остін (Індіана)
Остін (англ. Austin) — місто (англ. city) в США, в окрузі Скотт штату Індіана. Населення — 4064 особи (2020).

## Географія
Остін розташований за координатами 38°44′30″ пн. ш. 85°48′43″ зх. д. / 38.74167° пн. ш. 85.81194° зх. д. (38.741665, -85.811989).  За даними Бюро перепису населення США в 2010 році місто мало площу 6,67 км², уся площа — суходіл.

## Демографія
Згідно з переписом 2010 року, у місті мешкало 4295 осіб у 1674 домогосподарствах у складі 1178 родин. Густота населення становила 644 особи/км².  Було 1908 помешкань (286/км²).
Расовий склад населення:
| - 97,1 % — білих - 0,3 % — корінних американців - 0,3 % — чорних або афроамериканців - 0,2 % — азіатів |

До двох чи більше рас належало 1,2 %. Частка іспаномовних становила 2,1 % від усіх жителів.
За віковим діапазоном населення розподілялося таким чином: 25,9 % — особи молодші 18 років, 61,8 % — особи у віці 18—64 років, 12,3 % — особи у віці 65 років та старші. Медіана віку мешканця становила 36,7 року. На 100 осіб жіночої статі у місті припадало 94,7 чоловіків;  на 100 жінок у віці від 18 років та старших — 90,4 чоловіків також старших 18 років.
Середній дохід на одне домашнє господарство  становив 40 030 доларів США (медіана — 34 313), а середній дохід на одну сім'ю — 44 969 доларів (медіана — 40 060). Медіана доходів становила 40 044 долари для чоловіків та 29 173 долари для жінок. За межею бідності перебувало 21,1 % осіб, у тому числі 31,2 % дітей у віці до 18 років та 16,5 % осіб у віці 65 років та старших.
Цивільне працевлаштоване населення становило 1679 осіб. Основні галузі зайнятості: виробництво — 34,4 %, освіта, охорона здоров'я та соціальна допомога — 20,4 %, роздрібна торгівля — 13,1 %, будівництво — 6,2 %.